# Warroad
La ville de Warroad est située dans le comté de Roseau, dans l’État du Minnesota, aux États-Unis. Sa population s’élevait à 1 781 habitants lors du recensement de 2010, estimée à 1 794 habitants en 2016.
Située à 10 km de la frontière canadienne, Warroad est surnommée Hockeytown USA, la ville du hockey.